# 義西請馬至山
義西請馬至山是臺灣中央山脈南段的一座高山，位於南投縣信義鄉雙龍村、東埔村與花蓮縣卓溪鄉立山村交界，海拔3252公尺，為臺灣百岳之一，台北市登山會於山頂立有不鏽鋼基點。該山是中央山脈主脈由丹大山西折之後，回復南北向的直角轉折點，山體南北狹長，山勢陡起，西面植被以針葉林為主，東面則為灌木林，東、西兩側分別有秀姑巒溪水系之豐坪溪與濁水溪水系之郡大溪向源侵蝕形成的崩塌地。
義西請馬至山東方沿中央山脈主脈銜接馬路巴拉讓山、內嶺爾山等山，往南一路接連烏妹浪胖山、僕落西擴山、馬利加南山等山，西北方則連接以東郡大山為首的東郡山彙，形成一座三叉峰，也是南三段路線中「丹大東郡橫斷」的主要高山之一。該山亦地處布農族傳統領域，郡社群、巒社群與丹社群大致以此天然屏障為界。
義西請馬至山的首登記錄，是日治時期的殖產局山林課調查隊於1930年秋冬之際，從丹大山往馬博拉斯山攀登時所創。1937年夏季，臺北工業學校教授千千岩助太郎率領該校山岳部社員由秀姑巒山向北縱走期間，為此山區留下了更詳細的紀錄。該山在此前的地圖中均未有山名，千千岩則記載當地的布農族稱該山為「 Ishikinmatsu」，本意不詳。戰後，這個假名表記又被依漢語音譯為「義西請馬至」，並沿用至今。